# William Darlington
Pour les articles homonymes, voir Darlington.
William Darlington, né le 28 avril 1782 à Birmingham en Pennsylvanie et mort le 23 avril 1863 à West Chester, dans le même État, est un médecin, botaniste et homme politique américain, membre démocrate-républicain de la Chambre des représentants des États-Unis pour le deuxième district congressionnel de Pennsylvanie de 1819 à 1823.

## Biographie
William Darlington est cousin d'Edward Darlington (en), d'Isaac Darlington (en) et cousin au second degré de Smedley Darlington (en). Il fréquente la Friends School de Birmingham (en) et passe sa jeunesse dans une ferme. Il devient très tôt botaniste, étudie la médecine et est diplômé de la faculté de médecine de l'Université de Pennsylvanie à Philadelphie en 1804. Il se rend aux Indes orientales en tant que chirurgien de bord en 1806. Il retourne à West Chester, près de Birmingham, en 1807 et y exerce la médecine pendant plusieurs années. Il lève une compagnie de volontaires au début de la guerre anglo-américaine de 1812 et devient major d'un régiment de volontaires.
Il est élu en tant que démocrate-républicain au quatorzième Congrès (en). Il est à nouveau élu aux seizième Congrès (en) et dix-septième Congrès (en). 
Il est nommé commissaire du canal Érié (en) en 1825 et devient le premier président de la West Chester Railroad (en) de 1831 à 1835.
En 1823, il est élu à la Société américaine de philosophie.
Il est directeur et président de la National Bank of Chester County de 1830 à 1863.

## Recherches
Il crée une société d'histoire naturelle à West Chester en 1826 et publie plusieurs ouvrages sur la botanique et l'histoire naturelle, notamment Mutual Influence of Habits and Disease (1804), Flora cestrica : an attempt to enumerate and describe the flowering and filicoid plants of Chester County in the state of Pennsylvania (1837) et Agricultural Botany (1847).
Le diplôme de docteur en droit lui est conféré par l'Université Yale en 1848, puis un doctorat en sciences physiques en 1855 par le Dickinson College. 
Darlingtonia californica, est décrite par John Torrey en 1853 et nommée en son honneur.
L'Académie des sciences naturelles de l'Université de Drexel conserve certains spécimens botaniques qu'il a collectés, par exemple de Talinum teretifolium (Phemeranthus teretifolius).

### Source de la traduction
- (en) Cet article est partiellement ou en totalité issu de l’article de Wikipédia en anglais intitulé « William Darlington » (voir la liste des auteurs).

### Publication
- William Darlington, Memorials of John Bartram and Humphry Marshall, 1849[1].